# Alepochori (Erymanthos)
Alepochori (griechisch Αλεποχώρι (n. sg.)) ist ein Dorf im Gemeindebezirk Tritea der Gemeinde Erymanthos in der Region Westgriechenland. Die gleichnamige Dimotiki Kinotita Alepochori mit 230 Einwohnern (Stand 2021) besteht aus dem Dorf Alepochori mit 131 Einwohnern sowie dem Ort Agios Dimitrios (Άγιος Δημήτριος) mit 99 Einwohnern.

## Verwaltungszugehörigkeit und Bevölkerungsentwicklung
Unter der Bezeichnung Alpochori bildete das Dorf in der damaligen Präfektur Achaia und Ilida gemeinsam mit dem Kloster Moni Agion Pandon Μονή Αγίων Πάντων ab 1912 die gleichnamige Landgemeinde (Κοινότητα Αλποχωρίου Kinótita Alpochoríou). Agios Dimitrios wurde 1928 als Siedlung anerkannt und das Kloster Moni Agion Pandon aufgehoben. Alpochori kam 1930 zur neugeschaffenen Präfektur Achaia und wurde 1940 in Alepochori umbenannt. Der Gemeindesitz wechselte 1986 nach Agios Dimitrios. Mit der Gebietsreform 1997 wurde Alepochori zusammen mit 13 weiteren Landgemeinden zur Gemeinde Tritea zusammengelegt. Im Zuge der Verwaltungsreform 2010 wurde Tritea zusammen mit drei weiteren Gemeinden als Gemeindebezirk zur Gemeinde Erymanthos zusammengelegt, Alepochori wurde Ortsgemeinschaft (topikí kinótita). Seit 2021 werden alle lokalen Gebietskörperschaften als Dimotiki Kinotita bezeichnet.
| Name            | griechischer Name        | Code       | 1920 | 1928 | 1940 | 1951 | 1961 | 1971 | 1981 | 1991 | 2001 | 2011 | 2021 |
| --------------- | ------------------------ | ---------- | ---- | ---- | ---- | ---- | ---- | ---- | ---- | ---- | ---- | ---- | ---- |
| Agios Dimitrios | Άγιος Δημήτριος (m. sg.) | 3704040401 |      | 270  | 107  | 239  | 221  | 250  | 213  | 191  | 236  | 137  | 99   |
| Alepochori      | Αλεποχώρι (n. sg.)       | 3704040402 | 393  | 125  | 326  | 225  | 210  | 163  | 166  | 143  | 188  | 99   | 131  |
| Gesamt          | Gesamt                   | 37040404   | 401* | 395  | 433  | 464  | 431  | 413  | 379  | 334  | 424  | 236  | 230  |

* einschließlich Moni Agion Pandon (Μονή Αγίων Πάντων) mit 8 Bewohnern